# Sensei (DC Comics)
Sensei est un personnage de fiction appartenant à l’univers DC Comics, apparu pour la première fois dans Deadman #1 en 1967. C’est un super-vilain, principalement opposé à Batman. Il est associé à la Ligue des Assassins, qu’il dirige brièvement, et parfois décrit comme le père de Ra's al Ghul.

## Historique de publication
Sensei est créé par Neal Adams et Arnold Drake dans Deadman #1 (octobre 1967). Il apparaît ensuite dans plusieurs récits liés à la Ligue des Assassins, au Detective Comics et à Batman.

## Biographie fictive
Le Sensei est un maître martial très âgé et redoutable. Il a dirigé temporairement la Ligue des Assassins à la place de Ra's al Ghul, adoptant des méthodes encore plus violentes. Sous sa direction, l'organisation devient incontrôlable, ce qui pousse Ra's à le considérer comme un ennemi. Il est souvent représenté comme étant encore plus extrême que son fils, cherchant à provoquer un chaos global au nom d’un équilibre moral dévoyé.
Dans certains récits, le Sensei est révélé être le père biologique de Ra's al Ghul. Il affronte à plusieurs reprises Batman et Deadman, notamment lors d’un combat final se déroulant dans les montagnes de l’Himalaya.

## Pouvoirs et compétences
Sensei n’a pas de super-pouvoirs au sens strict, mais il est :
- Un maître absolu des arts martiaux
- Un stratège impitoyable
- Capable de survivre à des blessures importantes
- Doté d’une longévité exceptionnelle

Il est considéré comme l’un des plus dangereux combattants de tout l’univers DC.

## Apparitions dans d'autres médias

### Télévision
- Dans la série animée Batman: The Brave and the Bold, le Sensei apparaît comme membre de la Ligue des Assassins[4].
- Dans Young Justice, il est un haut gradé de la Ligue des Ombres et apparaît dès la première saison[5].
- Il est aussi mentionné dans la série Arrowverse, bien que son rôle soit partiellement fusionné avec d'autres personnages comme Tatsu Yamashiro ou Ra's al Ghul[6].